# Landesbauernverband in Baden-Württemberg
Der Landesbauernverband in Baden-Württemberg e. V. (abgekürzt LBV) ist ein in der Rechtsform eines eingetragenen Vereins organisierter Kreisdachverband der Landwirte im Haupt- und Nebenerwerb in Baden-Württemberg und ordentliches Mitglied im Deutschen Bauernverband. Dienstsitz des Verbandes ist Stuttgart und Ravensburg. Südbaden hat mit dem Badischen Landwirtschaftlichen Hauptverband noch einen eigenen Bauernverband.
Der Landesbauernverband in Baden-Württemberg e. V. (LBV) besteht seit 1989, als der im Jahr 1947 gegründete Bauernverband Württemberg-Baden mit dem Landesbauernverband für Württemberg und Hohenzollern fusionierte. Heute ist der LBV mit seinen rund 38.500 Mitgliedern der drittgrößte Bauernverband in Deutschland. Er setzt sich aktiv für die Interessen seiner Mitglieder und die heimische Landwirtschaft im Haupt- und Nebenerwerb ein. Er zählt zu den wichtigsten Verhandlungspartnern der Agrarpolitik in Baden-Württemberg und zu den einflussreichen Mitgliedsverbänden im Deutschen Bauernverband (DBV).

## Auftrag und Ziele
Der Landesbauernverband setzt sich im landwirtschaftlichen und agrarpolitischen Rahmen für die Interessen seiner Mitglieder ein. Hieraus ergeben sich folgende Ziele, die auch in verwandte politische und gesellschaftlichen Bereiche hineingreifen:
- Stärkung des ländlichen Raums
- Partnerschaftliche Beziehungen zwischen Erzeuger und Verbraucher
- Darstellung der landeskulturellen und gesellschaftlichen Leistungen der Landwirtschaft
- Erhalt der Leistungs- und Wettbewerbsfähigkeit landwirtschaftlicher Betriebe im Voll- und Nebenerwerb
- Absicherung und Ausbau von Märkten
- Perspektiven für den Nachwuchs
- Abbau von Wettbewerbsverzerrungen und bürokratischen Hemmnissen
- Soziale Absicherung der Mitglieder
- Produktion umweltfreundlicher nachwachsender Rohstoffe

## Kreisbauernverbände
Der Landesbauernverband in Baden-Württemberg e. V. (LBV) vertritt rund 38.500 Landwirte aus Baden-Württemberg. 24 selbstständige Kreisbauernverbände nehmen auf regionaler Ebene die Interessen des bäuerlichen Berufsstandes wahr. Einzelne Kreisverbandsgebiete lassen sich folgendermaßen hinsichtlich Mitgliederzahl, Landwirtschaftsform, bewirtschafteter Flächen und sonstiger regionaler Besonderheiten beschreiben:
| Name                                     | Mitglieder | Gebietsbeschreibung | Sonstiges |
| ---------------------------------------- | ---------- | --- | --- |
| Kreisbauernverband Biberach-Sigmaringen  | 5800       | Auf 137.000 ha Fläche werden zu 60 % Ackerbau und 40 % Grünlandanbau betrieben. Vollerwerbsbetriebe gibt es im Sigmaringer Teil 30 %, im Biberacher Teil sogar 49 %. | Ackerbau, Milchwirtschaft, Rinder-, Bullen- und Schweinemast sowie Schweineerzeugerbetriebe sind die Standbeine des Kreisgebiets. Obstanbau und Sonderkulturen sind in kleinerem Umfang vertreten. |
| Kreisbauernverband Esslingen             | 850        | 70 % der Betriebe sind Nebenerwerbsbetriebe. 52 % des Verbandsgebiets sind Albflächen, 34 % Filder, 7 % je Schurwald, Neckartal, Glemswald und Schönbuch. | Die gesamte landwirtschaftliche Nutzfläche von 20.600 ha gliedert sich in 10.527 ha Ackerland, 9637 ha Grünland sowie 473 ha Sonderkulturen (davon 133 ha Rebflächen). |
| Kreisbauernverband Heilbronn-Ludwigsburg | 4300       | 77 % Ackerbauflächen, 9,3 % der Fläche oder 5000 ha sind Rebland. Die Rebfläche des Stadt- und Landkreises Heilbronn ist das größte Weinanbaugebiet in Württemberg. Der Grünlandanteil beträgt 11,2 %. | Es dominieren Dauerkultur- und Marktfruchtbetriebe. Etwa ein Viertel der landwirtschaftlich genutzten Fläche liegt in Wasserschutzgebieten. |
| Kreisbauernverband Karlsruhe             | 780        | Rheinebene: Gemüsebau im Freiland und Gewächshaus, auch unter Folie; Spargel, Tabak. Kraichgau: Ackerbau mit Weizen, Braugerste und Zuckerrüben, aber auch Tierhaltung sowie Wein- und Obstbau. In höher gelegenen Standorten des Schwarzwaldrandes mit Höhenlagen bis über 600 m Grünland und Rindviehhaltung.                                    | Ein Strukturwandel ist sichtbar: Es gibt sowohl Betriebe mit Schwerpunkt im Ackerbau und Flächenausstattungen von mehr als 150–200 ha, aber auch Nebenerwerbsbetriebe, die gerade einmal 30 ar Spargel anbauen oder drei Pensionspferde halten. 3500 Pensionspferde zu etwa 2000 Milchkühe, die überwiegend bei Landwirten stehen. |
| Kreisbauernverband Main-Tauber-Kreis     | 2300       | Hoher Anteil Nebenerwerbslandwirte, Sonderkulturen, Weinbau. | Schwerpunkt Ackerbaubetriebe im unteren Bezirk, Veredelung überwiegend im oberen Bezirk, geringste Bevölkerungsdichte in Baden-Württemberg mit 100 Personen/km². |
| Kreisbauernverband Reutlingen            | 1850       | 80 % der Betriebe sind Nebenerwerbsbetriebe. | Gegründet 1975 durch Friedrich Wilhelm Schnitzler. Es dominiert die Milchviehhaltung auf der Schwäbischen Alb. |
| Kreisbauernverband Tettnang              | 976        | Neben der Hallertau ist das Gebiet bekannt für den Hopfenanbau. Daneben prägen auch noch Obst- und Beerenkulturen das Landschaftsbild des nördlichen Bodenseeufers. | Im östlichen Verbandsgebiet traditionelle Grünlandbewirtschaftung und Milchviehhaltung. |
| Kreisbauernverband Tübingen              | 1800       | 80 % der 700 Betriebe insgesamt sind Nebenerwerbslandwirte und bewirtschaften 20.000 ha Gesamtfläche, im Kreis Tübingen werden zwei Drittel als Ackerland und ein Drittel als Grünland bewirtschaftet. Im Zollernalbkreis sind 85 % der Betriebe im Nebenerwerb, 1150 Betriebe bewirtschaften rund 35.000 ha, davon 40 % Acker- und 60 % Grünland. | Die landwirtschaftlichen Nutzungen erstrecken sich von 300 m über NN im Neckartal bis auf 1.000 m Höhenlage. Weinanbau an den Neckarhängen über die begünstigten Ackerbaulagen im Gäu bis zur extensiven Schafweide auf den Wacholderheiden in den Albhochlagen.                                                                   |
| Kreisbauernverband Ulm-Ehingen           | 4350       | Ackerbau, Schweinezucht und -mast. | Ein Drittel der landwirtschaftlichen Fläche ist Grünland, das durch Rindviehbetriebe bewirtschaftet wird, im Schwerpunkt Milchviehhaltung. |

Weitere Verbände:
- Bauernverband Ostalb
- Bauernverband Allgäu-Oberschwaben
- Kreisbauernverband Böblingen
- Kreisbauernverband Calw
- Kreisbauernverband Enzkreis
- Kreisbauernverband Esslingen
- Kreisbauernverband Freudenstadt
- Kreisbauernverband Göppingen
- Kreisbauernverband Heidenheim
- Kreisbauernverband Neckar-Odenwald
- Kreisbauernverband Rhein-Neckar
- Kreisbauernverband Rottweil
- Bauernverband Schwäbisch Gmünd
- Bauernverband Schwäbisch Hall-Hohenlohe-Rems
- Bauernverband Stuttgart
- Kreisbauernverband Tuttlingen
- Kreisbauernverband Zollern-Albkreis

## Schwäbische Bauernschule
Der LBV ist Träger der Schwäbischen Bauernschule in Bad Waldsee, welche am 22. Dezember 1949 von Bernhard Bauknecht gegründet wurde. Die Gründungsväter des LBV in Baden-Württemberg, Ernst Geprägs und Friedrich Wilhelm Schnitzler, bauten dieses Bildungshaus zum heutigen Bildungszentrum des LBV auf und aus. Alle drei waren, bis zu ihrem Tod, gefragte Fachdozenten für die Bereiche Ökologie, Ökonomie, Agrarwirtschaft, moderne Agrartechnik und bäuerliche Landwirtschaft.

## Fachzeitschriften des LBV
- BWagrar Landwirtschaftliches Wochenblatt, erscheint wöchentlich, für Landwirte in Nordwürttemberg und Nordbaden
- BWagrar Schwäbischer Bauer, erscheint wöchentlich, für Landwirte in Südwürttemberg und Hohenzollern

## Dienstleistungen
Folgende Dienstleistungsunternehmen gehören als Tochterunternehmen dem Landesbauernverband an:
- ADIA-Zert GmbH, Kontroll- und Zertifizierungsdienstleistungen
- AgriConcept Beratungsgesellschaft mbH, Baubetreuung, Unternehmensberatung, Gutachten
- AGR-Steuerberatungsgesellschaft mbH, Steuerberatung, Buchführung
- Buchstelle Landesbauernverband Baden-Württemberg GmbH, Steuerberatung, Wirtschaftsberatung, Buchhaltung
- BWagrar Landwirtschaftliches Wochenblatt und Schwäbischer Bauer, Fachzeitschrift für Landwirtschaft und Landleben mit Online-Angebot[3]
- LBV Unternehmensberatungs-Dienste GmbH, Versicherungen, Vermögensplanung
- LGG Steuerberatungsgesellschaft mbH, Steuerberatung, Buchhaltung für LuF und Gewerbe, Gesellschaftsgründungen
- PRO-CM Computer-Management und Service GmbH, IT-Systemhaus für Landwirtschaft und Gewerbe
- QS Landwirtschaftliche Qualitätssicherung Baden-Württemberg GmbH, Beratung und Betreuung zur Teilnahme an Qualitätssicherheitsprogrammen
- Service und Marketing Gesellschaft Landesbauernverband Baden-Württemberg mbH, Milchbörse, Serviceangebote

## Geschichte

### Geschichte der landwirtschaftlichen Vertretung in Baden-Württemberg
Nach der großen Hungersnot im Jahr 1817 veranlasste König Wilhelm I. von Württemberg die Gründung eines Landwirtschaftlichen Vereins. Dieser sollte der Belebung und Verbreitung landwirtschaftlicher Industrie und des ökonomischen Wohlstandes dienen. Wilhelm I. hegte ein persönliches Interesse an der Landwirtschaft und galt als „König der Landwirte“. Am 23. September 1817 rief der König ein Landwirtschaftliches Fest ins Leben, das noch heute als Landwirtschaftliches Hauptfest stattfindet. Zudem wurde eine Zeitschrift angekündigt, die allerdings erst 1834 das erste Mal erschien. Heute ist die Zeitschrift als BWagrar Landwirtschaftliches Wochenblatt mit dem Sitz in Stuttgart bekannt.
Der Landwirtschaftliche Verein war in erster Linie ein Förderinstrument für die praktische Landwirtschaft. Daher ist er auch in engem Zusammenhang mit der Gründung der Landwirtschaftlichen Unterrichts- und Versuchsanstalt in Hohenheim (später Hohenheimer Ackerbauschule) zu sehen. In den achtziger und neunziger Jahren beschäftigte der Verein sich mit neuen Aufgaben: Gründung Landwirtschaftlicher Genossenschaften, Förderung des Versicherungswesen, Preisnotierungen und Versorgung mit Arbeitskräften.

### Geschichte des LBV
Die Gründung der Bauernverbände in Baden-Württemberg steht in engem Zusammenhang mit der Aufteilung des Landes in zwei Besatzungszonen.
Bereits am 29. Mai 1946 tagte in Südbaden der Gründungsausschuss für den Badischen Landwirtschaftlichen Hauptverband (BLHV), dessen Gründungsversammlung am 18. November des gleichen Jahres stattfand. Dieser Verband musste sich auf den südbadischen Landesteil beschränken, da Nordbaden, aber auch Nordwürttemberg unter amerikanischer Besatzung stand. Südwürttemberg und Hohenzollern standen unter französischer Verwaltung.

### Entwicklung im Norden
Im Norden Baden-Württembergs, dem in der amerikanischen Besatzungszone entstandenen Württemberg-Baden, engagierten sich die Landwirte Heinrich Stooß und Jakob Dobler für den Neuanfang eines Verbandes. Im Spätherbst 1946 fand schließlich ein vorläufiger Organisationsausschuss des Hauptverbandes der Württemberg-Badischen Bauernverbände statt, dessen erste Sitzung im Dezember 1946 in Stuttgart erfolgte. Neben den Initiatoren nahmen zehn weitere württembergische und sieben badische Landwirte teil. Den Vorsitz übernahm Heinrich Stooß. Er wollte eine Organisation, die ähnliche Aufgaben übernehmen sollte wie die traditionsreichen Bauernvereine der vornationalsozialistischen Ära. Im Winter 1946/47 tagte schließlich der Gründungsausschuss unter der Leitung von Franz Ströbele drei Mal, bevor am 14. März 1947 die Gründungsversammlung des Bauernverbandes Württemberg-Baden stattfand. An der Zusammenkunft nahmen zuvor gegründete Kreisbauernverbände (KBV) teil. Die beschlossene künftige Satzung bestimmte, dass der Berufsverband ein Zusammenschluss der Kreisbauernverbände ist und seine Hauptaufgabe die Vertretung der Landwirtschaft, der Forstwirtschaft, des Erwerbsgartenbaues, des Weinbaues und sonstiger Zweige der Landwirtschaft ist. Der Sitz des Verbandes ist Stuttgart. Erster Präsident des Verbandes war Franz Ströbele, erster Geschäftsführer Waggershauser.

### Nachkriegspräsidenten im Stuttgarter Verband
- Franz Ströbele (1947–1952)
- Heinrich Stooß (1952–1968)
- Carl Dobler (1968–1989)[4]

### Entwicklung im Süden
Auch in Südwürttemberg, einschließlich der hohenzollernschen Gebiete, damals Württemberg-Hohenzollern, wurde früh die berufsständische Neuorganisation betrieben. Im Winter 1946/47 kam es zu einer Gründungswelle von Ortsvereinen und Kreisbauernverbänden. Ein Zusammenschluss der 15 KBVs zu einem Landesbauernverband hatte die französische Besatzungsmacht zunächst verhindert, bis es am 25. September 1947 schließlich doch zur Gründung des Landesbauernverbandes für Württemberg und Hohenzollern kam. Treibende Kraft waren Bernhard Bauknecht und Franz Weiß. Zum ersten Präsidenten des südwürttembergischen Verbands wurde Bernhard Bauknecht gewählt. Verbandszentrale war zunächst in Sigmaringen, ab 1951 in Ravensburg.

### Die Präsidenten des Ravensburger Verbandes
- Bernhard Bauknecht (1947–1973)
- Ernst Geprägs (1973–1989)[4]

### Die Fusion – der LBV entsteht
Im Mai 1989 beschlossen die Delegierten des Nord- und Südverbandes in Ulm die Fusion der beiden Verbände. Als Hauptsitz wurde die Landeshauptstadt Stuttgart bestimmt, während die bisherige Zentrale des Südverbandes in Ravensburg als Teil der Geschäftsstelle erhalten blieb. Zum ersten Präsidenten des Landesbauernverbandes wählten die Delegierten Ernst Geprägs. Zum ersten Vizepräsident und Lobbyist des LBV im Landtag von Baden-Württemberg wurde der Mitbegründer des Landesbauernverbandes in Baden-Württemberg Friedrich Wilhelm Schnitzler gewählt. Geprägs und Schnitzler gelten als die Gründungsväter des Landesbauernverbandes in Baden-Württemberg.

## Präsidenten des Landesbauernverbandes in Baden-Württemberg seit 1989
| 1989–1997  | Ernst Geprägs     |
| 1997–2006  | Gerd Hockenberger |
| 2006–heute | Joachim Rukwied   |

## Landwirtschaftliches Hauptfest
Alle vier Jahre ist dem Cannstatter Volksfest das Landwirtschaftliche Hauptfest (LWH) angeschlossen – der ursprüngliche Auslöser des herbstlichen Trubels auf dem Cannstatter Wasen. Präsidenten und Funktionäre des Landesbauernverbandes in Baden-Württemberg eröffnen das Landwirtschaftliche Hauptfest mit einer Festansprache. Hauptredner und mitverantwortlich für die Ausführung waren unter anderen die Mitbegründer des Landesbauernverbandes, Ernst Geprägs und Friedrich Wilhelm Schnitzler.